# Julian Lennon
Julian Charles John Lennon (ur. 8 kwietnia 1963 w Liverpoolu) – brytyjski muzyk, autor tekstów piosenek i aktor.

## Życiorys
Urodził się jako John Charles Julian Lennon. Jest pierwszym dzieckiem Johna Lennona z jego pierwszą żoną, Cynthią Lennon. Imię Charles otrzymał po dziadku, imię Julian pochodzi natomiast od imienia jego babki, Julii Lennon (matki Johna), która zginęła w wypadku samochodowym w 1958 roku. Ojcem chrzestnym Juliana był Brian Epstein, menedżer zespołu The Beatles. W dzieciństwie był izolowany przez matkę od życia publicznego, a Epstein prosił Johna Lennona, aby nie ujawniał, że ma żonę i dziecko, gdyż mogło to źle wpłynąć na wizerunek zespołu.
W wieku czterech lat zagrał u boku ojca w filmie Magical Mystery Tour. W następnym roku jego rodzice się rozwiedli, co spowodowało ochłodzenie się stosunków syna z ojcem. To właśnie po tym wydarzeniu Paul McCartney napisał dla Juliana przebój „Hey Jude”, który początkowo miał nosić tytuł „Hey Jules”. Dodatkowo rysunek chłopca, wykonanymi farbkami akwarelowymi i przedstawiający koleżankę z klasy o imieniu Lucy, która fruwa między chmurami i otoczoną diamentami, był inspiracją do napisania jednej z najpopularniejszych piosenek The Beatles – „Lucy in the Sky with Diamonds”. Kołysanka, która została napisana przez Johna dla Juliana, stała się później znana jako utwór „Goodnight” z płyty The Beatles. Na tymże albumie znajduje się także ulubiona piosenka Juliana, „Dear Prudence”.
Po raz pierwszy jako muzyk pojawił się na albumie ojca pt. Walls and Bridges, grając na perkusji w utworze „Ya-Ya”. W 1984 roku wydał debiutancki solowy album pt. Valotte, który promował tytułową piosenką i singlem „Too Late for Goodbyes”; obie dotarły do pierwszej dziesiątki list przebojów. W 1985 roku za płytę był nominowany do nagrody Grammy.
Pod koniec lat 80. popadł w nałogi, a w 1991 roku wycofał się z życia publicznego i zawiesił twórczość muzyczną. Powrócił po siedmiu latach z albumem Photograph Smile, który nie osiągnął sukcesu. Na początku XXI w. zaangażował się w pracę fundacji „White Feather”, zdobywając środki na pomoc dla zagrożonych ludów tubylczych, by zapewnić im dostęp do czystej wody, ochrony zdrowia i edukacji. W związku z działalnością charytatywną i wiążącymi się z nią podróżami po świecie zajął się fotografią, zaczął też kręcić filmy dokumentalne.
9 września 2022 roku wydał album pt. Jude, który promował singlami: „Freedom”, „Every Little Moment”, „Save Me” i „Breathe”. Zdjęcie na okładce albumu zostało zrobione przez May Pang w 1974 roku.
W 2020 roku zmienił imiona na Julian Charles John Lennon. Na co dzień mieszka na Majorce, prowadzi restaurację Reds w Portals Nous.

## Dyskografia

### Albumy
1. Valotte (1984) # 20 Wlk. Brytania, #17 USA
2. The Secret Value of Daydreaming (1986) #32 USA
3. Mr. Jordan (1989) #87 USA
4. Help Yourself (1991)
5. Photograph Smile (1998) #70 Japonia
6. VH-1 Behind the Music – Julian Lennon (2001)
7. Everything Changes (2011)
8. Jude (2022)[3]

### Single
1. Valotte (1984)
2. Too Late for Goodbyes (1985)
3. Because (1985)
4. Say You're Wrong (1985)
5. Jesse (1985)
6. Stick Around (1986)
7. Now You're in Heaven (1989)
8. Saltwater (1991)
9. Cole's Song (1995)
10. Day After Day (1998)
11. Someday feat. Steven Tyler (Aerosmith) (2013)
12. Freedom i Every Little Moment (08.04.2022)[3]
13. Save Me i Breathe (22.06.2022)[3]